# اولاد فایت
اولاد فایت (به عربی: أولاد فایت) یک شهرداری در الجزایر است که در استان الجزیره واقع شده‌است. اولاد فایت ۲۷٬۵۹۳ نفر جمعیت دارد.